# Horornis fortipes
El cetia montano (Horornis fortipes) es una especie de ave paseriforme de la familia Cettiidae propia de las montañas del sur de Asia.